# Lijst van rijksmonumenten in Hulshorst
De plaats Hulshorst telt 8 inschrijvingen in het rijksmonumentenregister. Hieronder een overzicht.
| Object                                                        | Oorspronkelijke functie?  | Bouwjaar             | Architect | Locatie             | Coördinaten?                  | Nr.?   | Afbeelding        |
| ------------------------------------------------------------- | ------------------------- | -------------------- | --------- | ------------------- | ----------------------------- | ------ | ----------------- |
| Hoeve 'Groot essenburg'                                       | Boerderij                 | 1732 (jaartalankers) |           | Harderwijkerweg 397 | 52° 21' 48" NB, 5° 43' 55" OL | 30854  | Meer afbeeldingen |
| Geel gepleisterde boerderij onder rieten wolfsdak             | Boerderij                 | 1731 (jaartalankers) |           | Harderwijkerweg 411 | 52° 21' 46" NB, 5° 43' 48" OL | 30855  | Meer afbeeldingen |
| Station Hulshorst                                             | Overheidsgebouw           | ca. 1863             |           | Oudeweg 121         | 52° 20' 41" NB, 5° 42' 28" OL | 30857  | Meer afbeeldingen |
| De Maagd                                                      | Industrie- en poldermolen | 1894                 |           | Zandhuisweg 11      | 52° 21' 42" NB, 5° 44' 6" OL  | 30858  | Meer afbeeldingen |
| De Schuilhoek                                                 | Nijverheid                | 1920                 |           | Oudeweg 118         | 52° 20' 44" NB, 5° 42' 30" OL | 523979 | Upload foto       |
| Houten schuurtje gelegen ten oosten van de schilderhut        | Opslag                    | 1920-1940            |           | Oudeweg bij 118     | 52° 20' 44" NB, 5° 42' 30" OL | 523980 | Upload foto       |
| Klein houten schuurtje gelegen ten noorden van de schilderhut | Opslag                    | 1920-1940            |           | Oudeweg bij 118     | 52° 20' 44" NB, 5° 42' 30" OL | 523981 | Upload foto       |
| Eenvoudige waterpomp                                          | Straatmeubilair           | 1920                 |           | Oudeweg bij 118     | 52° 20' 44" NB, 5° 42' 30" OL | 523982 | Upload foto       |